# Hồ Torrens
Hồ Torrens là một hồ nước mặn nằm ở phía nam nước Úc

## Mô tả
Hồ Torrens nằm giữa bình nguyên Arcoona (về phía tây) và Dãy núi Flinders (về phía đông), nằm ở phía bắc và cách trung tâm thành phố Adelaide khoảng 345 km. Hồ nằm trên độ cao khoảng 30 m trên mực nước biển. Hồ nằm trong địa phận vườn quốc gia Hồ Torrens.
Hồ Torrens có chiều dài khoảng 250 km và chiều rộng trung bình khoảng 30 km. Nó là hồ lớn thứ 2 Úc khi đầy nước  và trải rộng trên diện tích 5745 km vuông.
Hồ Torrens là một hồ nội địa, nó không có dòng chảy ra biển.

## Lịch sử
Khoảng 35,000 năm trước, nước trong hồ bắt đầu chuyển từ ngọt sang nước lợ, sau đó nước trở nên mặn hơn. Người châu Âu đầu tiên phát hiện ra hồ là Edward Eyre năm 1939, là người đã phát hiện được vỉa muối kéo dài từ núi Arden tại vịnh Spencer. Eyre đã đặt tên hồ theo tên đại tá Robert Torrens, là người đầu tiên lập ra thuộc địa Nam Úc.
Hồ đã đầy nước vào năm 1897 và đầy một lần nữa vào năm 1989..
.

## Dẫn chứng
1. 1 2 3 4  "Lake Torrens National Park". Explore Australia. 2010. Bản gốc lưu trữ ngày 9 tháng 7 năm 2016. Truy cập ngày 9 tháng 8 năm 2014.
2. 1 2 3  John K. Warren (ngày 12 tháng 6 năm 2006). Evaporites:Sediments, Resources and Hydrocarbons: Sediments, Resources, and Hydrocarbons. Springer Science & Business Media. tr. 201. ISBN 9783540323440. Truy cập ngày 9 tháng 8 năm 2014.
3. ↑  Barker, McCaskill & Ward, p.173, 1995
4. ↑  "Lake Torrens National Park" Lưu trữ ngày 21 tháng 7 năm 2014 tại Wayback Machine.
5. ↑  "Largest Waterbodies".
6. ↑  PlaceNames Online - South Australian State Gazetteer Lưu trữ ngày 17 tháng 5 năm 2008 tại Wayback Machine Site is a searchable database.
7. ↑  "Protected Areas Information System - reserve list (as of ngày 25 tháng 11 năm 2014)" Lưu trữ ngày 2 tháng 7 năm 2015 tại Wayback Machine (PDF).
8. ↑  "Protected Areas of South Australia September (Map) 2014 Edition" Lưu trữ ngày 20 tháng 9 năm 2020 tại Wayback Machine (PDF).